# ベルゴロド公
ベルゴロド公（ロシア語: Князь Белгородский）はキエフ・ルーシ時代に、城市・ベルゴロドを所領としていた公（クニャージ）の称号である。ベルゴロドはキエフから約25km南西の、イルピニ川に面した位置にあった。現在はウクライナ・キエフ州・キエフ＝スヴャトシィンシクィー地区(uk)のビロホロードカ村となっている。

## ベルゴロド公の一覧
- ムスチスラフ・ウラジミロヴィチ（在位：1117年 - 1125年）
- スヴャトスラフ・オリゴヴィチ（在位：1141年 - 1146年）
- ボリス・ユーリエヴィチ（在位：1149年 - 1151年）
- ウラジーミル・アンドレエヴィチ（在位：1150年[2]）
- ウラジーミル・ムスチスラヴィチ（在位：1151年 - 1154年）
- ムスチスラフ・イジャスラヴィチ（在位：1159年 - 1161年）
- ムスチスラフ・ロスチスラヴィチ（在位：1161年 - 1163年）
- ムスチスラフ・イジャスラヴィチ（在位：1163年 - 1167年）：再任
- ムスチスラフ・ロスチスラヴィチ（在位：1167年 - 1171年）：再任
- リューリク・ロスチスラヴィチ（在位：1171年 - 1176年）
- ロマン・ロスチスラヴィチ（在位：1176年）
- リューリク・ロスチスラヴィチ（在位：1176年 - ?）：再任
- ロスチスラフ・リュリコヴィチ（在位：1189年 - 1203年）
- ムスチスラフ・ロマノヴィチ（在位：1206年 - 1207年）